# Walter Lobenstein
Walter Lobenstein (* 6. August 1930 in Hannover) ist ein deutscher Schriftsteller, Lyriker, Essayist und Herausgeber. Er lebt und arbeitet in Hannover.

## Leben
Geboren noch zur Zeit der Weimarer Republik und zur Schule gegangen zur Zeit des Nationalsozialismus, gründete Walter Lobenstein nach dem Zweiten Weltkrieg in der Zeit des Wirtschaftswunders der noch jungen Bundesrepublik Deutschland „1950 den hannoverschen Zweig der World Youth Friendship League“. Im selben Jahr gab er, gemeinsam mit Kurt Morawietz, das Flugblatt mit dem Titel Die Jugend ist nicht gefragt worden heraus.
1951 war Lobenstein, wieder mit Kurt Morawietz, Mitbegründer des Jungen Literaturkreises, aus der 1955 der Zeitschrift die horen hervorging. Wenige Jahre später gründete er nach einer Idee von Rainer Maria Rilke mit künstlerischen Abbildungen ergänzte und seitdem von ihm herausgegebene Literaturzeitschrift Wegwarten. Eine literarische Zeitschrift für Einzelne.
2008 wurde der in Oberricklingen lebende Künstler mit dem Ricklinger Bürgerpreis geehrt.

## Weitere Werke
- 70 Jahre Walter Lobenstein. Gedichte; eine Auswahl, Gelsenkirchen-Ückendorf: Edition Xylos, 2000
- Der Silbermann. Kurze Geschichten (= Lebensformen, Bd. 30), Herbolzheim: Centaurus-Verlag, 2005, ISBN 3-8255-0502-2
- Die Stafette. Roman, Freiburg im Breisgau: Centaurus-Verlag, 2009, ISBN 978-3-8255-0747-3
- Die Enthüllung. [Innentitel: Aus dem Buchstabenhaus der Wegwarten], Hannover: W. Lobenstein, 2012
- Der Lehrer. [Aus dem Buchstabenhaus der Wegwarten], Hannover: W. Lobenstein, 2012
- Eine Stunde. Erzählung [Aus dem Buchstabenhaus der Wegwarten], Hannover: W. Lobenstein, 2013
- Die Wahrsagerin. Erzählung [Aus dem Buchstabenhaus der Wegwarten], Hannover: W. Lobenstein, 2013
- Die Mückenoperation. Erzählung [Aus dem Buchstabenhaus der Wegwarten], Hannover: W. Lobenstein, 2013
- Der rote Ball. Erzählung [Aus dem Buchstabenhaus der Wegwarten], Hannover: W. Lobenstein, 2014
- Das Fest. Erzählung [Aus dem Buchstabenhaus der Wegwarten], Hannover: W. Lobenstein, 2014